# 岡田耕始
岡田 耕始（おかだ こうじ、1964年2月22日 - ）は、日本のゲームクリエイター、株式会社ガイア代表取締役社長。東京都台東区元浅草生まれ。テーカン、アトラスにも在籍した。代表作は「女神転生シリーズ」（アトラス、ディレクター・プロデューサー）。

## 経歴

### 学生時代
1964年2月、東京都台東区の元浅草に生まれる。大正生まれの父は、食品関係の工場長として、自営業が主流のこの当時に珍しいサラリーマンであった。
小学生時代は、アメリカンフットボール選手のO・J・シンプソンに憧れ、自作のボールで見様見真似のごっこ遊びをしたと振り返る。この一方で、小遣いの殆どは戦車などのプラモデルへと費やし、ドイツのタイガー戦車からデザインやメカニック、ひいては自動車に興味を持ち、「レーサーになりたい」旨も作文に書いたのだという。中学生になって入り浸ったゲームセンターなどで、筐体の仕組みにも関心を持つ。
その後、自動車設計に携わる夢を持ち、数学が好きだったこともあり、進学した日本大学豊山高等学校では、理系を専攻した。ホンダでF1のエンジン設計をと夢見たものの、エンジン設計自体が大学院首席並みの頭脳を要すると悟り、機構設計への転向を求めて専門的な設計を学ぶべく、卒業後は青山製図学院（現：青山製図専門学校）へと進学する。

### ゲーム業界入り
1983年4月、業務用マシンの設計者として、ユニバーサルテクノス株式会社に入社。同氏曰く、内定当時の同社は「アーケードゲームだけでなく、スロットマシンやピンボールも手がけていて、活気のある会社」であり、同社の設計士募集にも運命すら感じていたという。同社では、ドラフターによる鉛筆書きで設計図を描き、アメリカ規格のスロットマシン設計などに携わる。しかし、仕事に充実感もなく、入社から半年後には、所属部署が東京都人形町の本社から栃木県小山市の工場に移転していたことで、通勤時間が1日5時間以上の生活にも嫌気が差していく。
1984年、テーカン（後身：テクモ）へと移籍。同社で設計部門が立ち上げられたこともあり、先に移籍していた元同僚の横山秀幸（現：ガンホー・オンラインエンターテイメント）から誘われての移籍だった。スロットマシンの設計アシスタントを経て、筐体デザインを担当する中で、試作段階と並行した商品化のために突発的な夜中のメンテナンス業務もあれど、充実感を感じたという。また、同社製の筐体は、「ラバタイプ」と称されるデザイン重視な特徴であり、当時の開発部長の凝り性に岡田自身も迎合する（詳細は「#作品」参照）。
設計作業のデジタル化に伴うCADの導入にあたり、初めて触れる「ソフトウェア」理解のため、終業後にソフトウェア部門へと出向き、石塚路志人（株式会社ウエストン ビット エンタテインメント創始者）からの指南を受けた。本旨であったCAD化が見送られたのちも同部門への出入りを続け、海外の『Wizardry』（サーテック）や『Ultima』（オリジン）といったRPGの存在を知ると、社内でもRPG制作を提案するが、上層部は現在進行系での流行りを優先する体質であり、まだ一般的でなかった日本国内におけるRPG企画は通らなかった。しかし、同社ゲームセンターの店舗部門所属であった原野直也と出会い、親しくなったある時、テーカンからの独立に誘われる。

### アトラス設立
1986年4月、岡田が22歳の時、原野・横山・上田和敏・増子司ら、テーカンの同僚7名で株式会社アトラスを設立。カラオケボックスなどのアミューズメント機器開発を請け負いながらも、のちの「女神転生シリーズ」第1作目ともなる『デジタル・デビル物語 女神転生』（FC用、ナムコ、1987年）は、パブリッシャーをナムコとして発売された。原作小説ありきの同作品だったが、企画を担当した岡田は、容量不足故のやり残しを消化すべく、『デジタル・デビル物語 女神転生II』（FC用、ナムコ、1990年）の開発に取り組む。
この第1作目からのやり残しは、タイトルから一新された『真・女神転生』（SFC用、アトラス、1992年）にも影響を与えながら、アトラス独自路線へと突き進む。『真・女神転生II』（SFC用、アトラス、1994年）の開発を終えて燃え尽き症候群と化した際には、自身で「私も『Wizardry』や『Ultima』などの影響を受けたとはいえ、それをそのままメガテンに持ち込んだわけじゃない。バンドにしろプラモデルにしろ、スコアとか設計図通りにやるのは好きじゃない」とも語るように、金子一馬との相談もあって派生作品『真・女神転生if...』（アトラス、1994年）の企画を立ち上げた。また、この開発期間中にセガサターン（セガ・エンタープライゼス、1994年）・PlayStation（Sony、1994年）の発売を控える2社からの打診を受け、のちの「デビルサマナーシリーズ」に繋がる『真・女神転生デビルサマナー』（SS用、アトラス、1995年）、のちの「ペルソナシリーズ」に繋がる『女神異聞録ペルソナ』（PS用、アトラス、1996年）を開発する。
この頃を「それまでは自分で企画してプログラムを組んでいたけど、30歳になったときに、もうプログラマーとしては無理だと思ったんです」とも述懐し、ディレクターやプロデューサーとして多数の作品を送り出した。しかし、1990年代のアトラスは、『プリント倶楽部』（アトラス、1995年）のヒットを受けても1999年度以降に売上が落ちたことで外部からの資本提供を受け入れる。岡田は、この資金調達の迷走を目前に、ゲーム開発における世代交代が落ち着いたこともあって退職の決断をした。

### ガイア設立
2003年、株式会社ガイアを設立。同社の設立に際して、自身では「アトラス時代と同じようなもの作るという発想はなかった」としており、PlayStation 2用の大型プロジェクトに取り組んだが、結果は振るわなかった。この企画では、のちのメタバースに近い構想を練っていたものの、当時のネットワーク技術に伴うものではなく、プレイヤー同士の繋がりまでしか実現できなかったという。アトラス時代では「ペルソナシリーズ」開発などと重なったガラケーの登場時にも、携帯機向けのゲーム開発に興味を持っていたこともあり、iPhoneの登場で「画面に触れるゲームは面白い」と注力し、『Sword & Poker』（iPhone用、2010年）が世界的なヒットとなった。同作品は、「女神転生シリーズ」でカジノ系のミニゲームが好評だったこともあり、「5×5マスの盤面上にビンゴのようにカードを組み合わせて役を作って」ダンジョン攻略をするRPGとして構想された。

## 人物
「女神転生」シリーズの生みの親として、ゲーマーの間では広く知られた存在であり、サングラスがトレードマーク。

### ゲームに親しむ子ども時代
中学生のころ、叔母の経営するスナックや裕福な同級生が持つ「ブロックくずし」ゲームに触れ、同時期に同級生と始めたバンド活動でも、メンバーの1人の実家が所有する秋葉原の倉庫にドラムセットを設置し、泊まり込みで練習する一方、周辺のゲームセンターにも入り浸った。特に遊んだ『平安京エイリアン』や『ミサイルコマンド』から、筐体の仕組みにも関心を持つ。この頃にはブームが下火となっていた、『スペースインベーダー』の基板と筐体一式を馴染みのゲームセンターから2万円で譲られると、前述の倉庫に配置して遊び続けた。最終学歴の青山製図学院（現：青山製図専門学校）の学びを「実務では全然役に立ちませんでしたね。コストなどの問題が絡んでくるので。」と振り返る一方で、“青学”の学生だと自称しながら渋谷で遊び、アーケードゲームの『Mr. Do!』や続編の『Mr. Do! V.S ユニコーン』に親しんだ。

### RPGとの出会い
テーカンの設計部門在籍時、設計作業のデジタル化に伴うCADの導入にあたり、プログラミングの勉強を始めたことで、ソフトウェアを使用したゲームの制作もできると知った。更に、同社ソフトウェア部門でアメリカンフットボールの新作ゲーム開発の情報も得ると、終業後に同部門へと出向いて泊まり込むこともあり、本旨であったCAD化が見送られたのちも同部門への出入りを続ける。自作のプログラムを組んでいくうちに、海外の『Wizardry』や『Ultima』といったRPGの存在を知った。並行輸入で『Wizardry』を手に入れて裏技を駆使するほどにやり込み、社内でもRPG制作を提案するが、日本ではまだ一般的でなく、上層部は現在進行系での流行りを優先したために通らなかった。このRPG制作への情熱は、アトラス設立後にも続き、『Wizardry』のようなファミコンRPGを目指した『デジタル・デビル物語 女神転生』の企画を練っていたが、一足先に『ドラゴンクエスト』が発売されてしまったことには、「Ultimaみたいなゲームを先に出されたとか思ってましたね（笑）。いや、堀井雄二さんは今も昔もずっと尊敬しています（笑）」とも述懐する。

### その他
地元愛
東京都台東区元浅草に生まれ、当地の住心地と長年の友人・知人が暮らしていることもあって、地元を離れたことがないという（2022年時点）。鳥越神社で例年6月に開催される例大祭には、打ち合わせから参加し、年間スケジュールもこの鳥越祭を中心とするほどの地元民であることを明かす。同氏がアトラス在籍中の頃の「女神転生シリーズ」開発においても、「（マスター期間を外していたために）私がやってた頃は、夏にメガテンが出たことはないはず」とも述懐した。
サングラス
テクモの店舗部門の野球チームに参加した際、左目にボールが当たってしまった際に瞳孔が開いてしまい、一時は左目の視界が真っ白になったと岡田は2022年のインタビューの中で話している。その際、病院で瞳孔を収縮させる薬を注射されたことで視界は戻ったものの、現在（2022年時点）でも左目の瞳孔が少し開いていて裸眼ではまぶしいため、サングラスを着用している。
交友関係
アトラス創業者の原野直也とは、原野がテクモの店舗部門の代表だった頃からの仲であり、プライベートでも親しい関係にあった。
筆者にとっての岡田氏は“ご近所さん”であり、休日に道ばたですれ違うような関係でもある。
　よく見かけるのに、働いているはずの業界では名前を聞かない。近いようで遠い存在であることが、岡田氏が普段からかけているサングラスと相まって，筆者は氏にミステリアスな雰囲気を感じていた。—黒川文雄、

## 作品

### テーカン
- Gridiron Fight（AC/1985） - 筐体デザイン[1]
- All American Football（AC/1985） - 筐体デザイン[1]
- TEHKAN World Cup（AC/1985） - 筐体デザイン[1]

同社アーケードゲーム製品のデザイン性に合わせ、「筐体上部をアール状にするために、当時まだ珍しい湾曲した強化ガラスを採用したり、トラックボールも真円の象牙製ビリヤードボールに限りなく近いものをプラスチックで作った」という。
- ピンボールアクション（AC/1985） - 筐体デザイン[1]

専用コントロールパネルを制作。

### アトラス
- 銀河伝承（FCD / 1986）[1]
- デジタル・デビル物語 女神転生（FC / 1987） - プランナー・プログラマー[1]
- キングオブキングス（FC / 1988）[1]
- デジタル・デビル物語 女神転生II（FC/1990） - プランナー・プログラマー[2]
- 真・女神転生（SFC/1992） - ディレクター・プログラマー[2]
  - 真・女神転生(PS / 1998) - プロデューサー
  - 真・女神転生(GBA / 2003) - プロデューサー
- 真・女神転生II（SFC / 1994） - ディレクター[2]
  - 真・女神転生II（PS / 2002） - プロデューサー
  - 真・女神転生II（GBA / 2003） - プロデューサー
- 真・女神転生if...（SFC / 1994） - ディレクター[2]
  - 真・女神転生if...（PS / 2002） - プロデューサー
- 真・女神転生 デビルサマナー（SS / 1995） - ディレクター[2]
  - 真・女神転生デビルサマナー（テレビドラマ / 1997） - プロデューサー
- プリント倶楽部（アーケード / 1995年7月）[2]
- 女神異聞録ペルソナ（PS / 1996） - ディレクター[2]
- デビルサマナー ソウルハッカーズ（SS / 1997） - ディレクター[2]
  - デビルサマナー ソウルハッカーズ（PS/1999） - プロデューサー
- レブス（PS / 1998） - プロデューサー
- ペルソナ2 罪（PS / 1999） - プロデューサー
- 魔剣X（DC/1999） - プロデューサー
- ペルソナ2 罰（PS/2000） - プロデューサー
- 真・女神転生 デビルチルドレン 黒の書・赤の書（GBC / 2000） - プロデューサー
  - 真・女神転生 デビチル（テレビアニメ/2000） - 企画
  - 真・女神転生 デビルチルドレン 黒の書・赤の書（PS / 2002） - プロデューサー
- 真・女神転生 デビルチルドレン　白の書（GBC / 2001） - プロデューサー
- BUSIN Wizardry Alternative（PS2 / 2001） - プロデューサー
- 真・女神転生 デビルチルドレン 光の書・闇の書（GBA / 2002） - プロデューサー
  - 真・女神転生 デビルチルドレン ライト&ダーク（テレビアニメ / 2002） - 企画監修
- 真・女神転生 NINE（Xbox / 2002） - プロデューサー
- 真・女神転生III NOCTURNE（PS2 / 2003） - プロデューサー[2]
  - 真・女神転生III-NOCTURNE マニアクス（PS2 / 2004） - プロデューサー
- 真・女神転生 デビルチルドレン 炎の書・氷の書（GBA / 2003） - プロデューサー
- DIGITAL DEVIL SAGA アバタール・チューナー（PS2 / 2004） - エグゼクティブプロデューサー

### ガイア
- 天誅 忍大全 - ダウンロード専用のクリエイター特別任務を制作
- モンスターキングダム・ジュエルサモナー - プロデューサー
- スワロウテイル 闇の黄金伝説 - 企画、監修
- FolksSoul -失われた伝承- - クリエイティブプロデューサー
- Coded Soul -受け継がれしイデア- - クリエイティブプロデューサー
- Sword & Poker（iPhone / 2010年）[2]
- ドラコレ&ポーカー[2]